# 티글라트-필레세르 3세

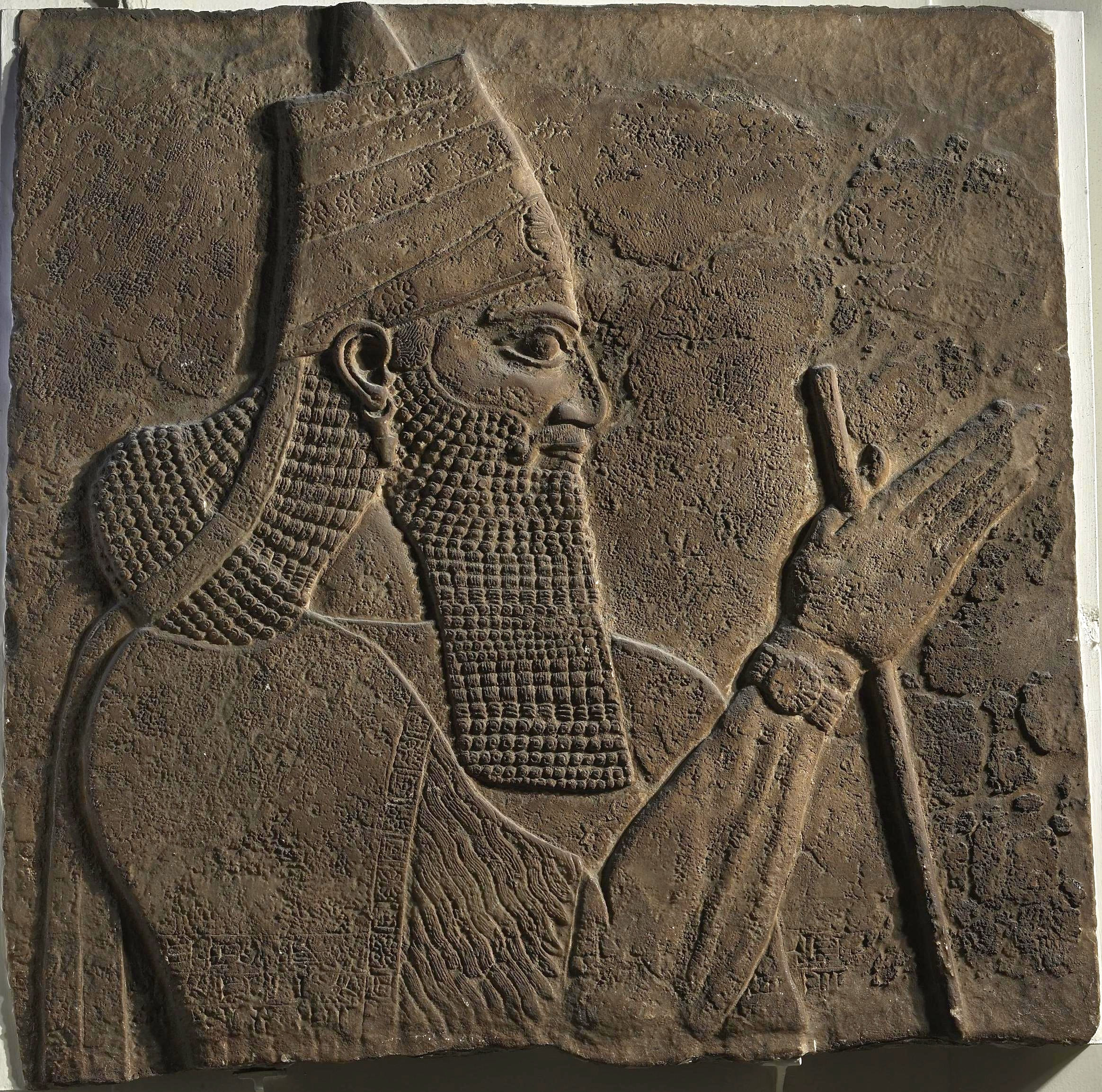
왕궁 벽 부조속의 모습

티글라트 필라세르 3세(, 투쿨티 아필 에사라)는 기원전 8세기의 아시리아의 왕(재위: 기원전 745~727)이다. 그는 신 아시리아 제국의 창시자로 여겨진다. 생전에 시리아를 포함한 고대 아시리아인에게 알려진 대부분의 세계를 정복하였다. 성경 중 열왕기하에서는 디글랏 빌레셀(히브리어: תִּגְלַת פִּלְאֶסֶר)로 부르며, 불()로도 기록한다.

## 어원
티글라트-필레세르라는 이름은 탄생시 주어진 이름이 아닌 왕조를 계승할 때 주어진 이름인데, 그 뜻은“나의 신뢰는 에사라의 상속자”라는 뜻이다. 여러 기록속에 서로 다른 형태로 나타난다.
성경에서는 히브리어로 디글랏빌레셀, 또는 '불'이라고 기록하였다.불이라는 이름은 신바빌로니아 제국과 클라우디오스 프톨레마이오스의 기록에서도 나타나는데, 대부분 후대의 기록에서 나타나기 때문에 실제로 당대에 사용된 이름인지는 알 수 없다.

## 같이 보기
- 아시리아의 왕